# Тайка Уайтити
Тайка Дейвид Уайтити (на английски: Taika David Waititi) е новозеландски режисьор и актьор.
Роден е на 16 август 1975 година в Уелингтън в семейството на художник с маорски произход и учителка със смесен европейски произход. През 1997 година получава бакалавърска степен по театрално изкуство в Уелингтънския университет „Виктория“. Още като студент започва да играе в пътуваща трупа и през следващите години постепенно придобива известност като комик. Международна известност му донася режисираният от него късометражен филм Two Cars, One Night (2004), който е номиниран за награда „Оскар“. През следващите години режисира популярни продукции, като „Тор: Рагнарок“ (Thor: Ragnarok, 2017), „Джоджо Заека“ (Jojo Rabbit, 2019) и „Тор: Любов и гръмотевици“ (Thor: Love and Thunder, 2022).
Женен е за продуцентката Челси Уинстенли (2011 – 2018), а от 2022 година – за певицата Рита Ора и има две деца.

## Избрана филмография
- Two Cars, One Night (2004)
- „Какво правим в сенките“ (What We Do in the Shadows, 2014)
- „Тор: Рагнарок“ (Thor: Ragnarok, 2017)
- „Джоджо Заека“ (Jojo Rabbit, 2019)
- „Тор: Любов и гръмотевици“ (Thor: Love and Thunder, 2022)
- „Гол за победа“ (Next Goal Wins, 2023)